# مایکل برنباوم
مایکل برنباوم زادهٔ ۳۱ ژوئیهٔ ۱۹۴۵ ‏(۷۹ سال)) نویسنده، تاریخ‌نگار، خاخام، و فیلم‌ساز اهل ایالات متحده آمریکا است که در زمینه تاریخچهٔ هولوکاست کار می‌کند. او به عنوان نایب رئیس «هیئت ریاست جمهوری برای هولوکاست» (۱۹۷۹–۱۹۸۰)، مدیر موزه یادبود هولوکاست (۱۹۸۸–۱۹۹۳)، و نیز مدیر مرکز پژوهشی این موزه (۱۹۹۳–۱۹۹۷) فعالیت کرده‌است.